# Вардан I
Вардан I — царь Парфии, правил (с перерывами) в 38 — 47/48 годах. Из династии Аршакидов. Правил разделяя власть с царём Готарзом II.

## Правление

### Вступление на престол
Иосиф Флавий в своём труде в сжатой форме говорит о том, что, очевидно, первым на престол, после смерти своего отца Артабана III, взошёл Вардан I. К сожалению, книги Тацита, рассказывающие о событиях начала правления Вардана, утеряны и нет возможности точно представить как развивались события в Парфии после смерти Артабана III. Когда же парфянские дела вновь появляются на страницах труда Тацита, мы уже видим на престоле Парфии Готарза, которого римский историк, так же как и Иосиф Флавий, называет братом Вардана I:

«Надо сказать, что Готарз наряду со многими другими жестокостями совершил убийство своего брата Артабана, его жены и его сына, и, трепеща перед ним, парфяне призвали Вардана.»
Возможно, события развивались следующим образом: После смерти Артабана III два его сына Вардан и Готарз пришли к соглашению о разделе Парфянского государства. Готарз получил в управление восточные области Парфянского государства, а Вардан — западные, и в первую очередь, Мидию и Вавилонию. Поэтому Иосиф Флавий, более осведомлённый в делах именно западных провинций Парфии, называет Вардана I преемником Артабана III. Интересно, что Филострат называет Вардана мидийцем.

### Борьба между Варданом I и Готарзом II
Готарз находился на троне примерно год, когда в 39 году знать, недовольная его жестоким правлением и убийством брата с семьей, призвала Вардана, который, по сообщению Тацита, преодолел 3000 стадий (более 550 км) за два дня — достижение, по крайней мере, экстраординарное. В результате столь стремительного броска Вардан застал Готарза врасплох и обратил в бегство. Низложенный правитель бежал в страну дахов, где принялся плести заговор против своего брата.
Чтобы упрочить своё правление, Вардану было очень важно установить контроль над монетным двором Селевкии. Он начал осаду города, который был надежно защищен как стенами, так и естественными препятствиями — рекой и каналами, а также хорошо снабжался продовольствием. Возможно, в качестве базы для своих операций Вардан использовал Ктесифон, поскольку позднее считалось, что он был его основателем.
Между тем Готарз получил помощь дахов и гирканцев и вскоре выступил, чтобы вернуть себе власть. Вардан прекратил осаду Селевкии в 39 году и двинул свои войска далеко на восток, на Великую бактрийскую равнину. Но приготовления к сражению были неожиданно прерваны, когда Готарз узнал, что знать планирует отобрать трон и у его брата, и у него самого. Объединившись перед лицом общей угрозы, братья договорились, что Вардан должен занять трон Парфии, а Готарз уйдёт в Гирканию. В Селевкии аристократическая партия выпустила в 40/41—43/44 годах «победные» монеты в честь празднования своего триумфа над народной партией и возвращения Вардана на престол.

### Путешествие Аполлония Тианского и взятие Селевкии

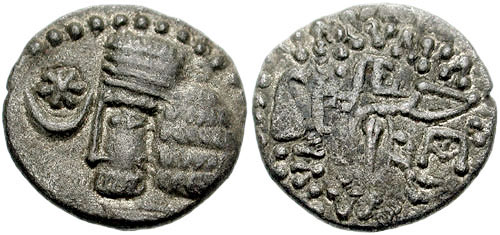
Монета с изображением царя Вардана I

Весной 42 года мудрец Аполлоний Тианский по пути в Индию прошёл через Вавилонию. Вардан находился у власти лишь два года и два месяца после того, как вернул себе трон. По-видимому, в Селевкии продолжалось восстание, и Вардан обосновался в Вавилоне. Сообщение Филострата наводит на мысль, что контролируемая Варданом территория была ограниченной по своим размерам, так как Аполлоний проследовал в Парфию после того, как покинул Ниневию, которая, очевидно, принадлежала к Адиабене, а, следовательно, царству Готарза. К июню 42 года Вардан вновь вступил в окрестности Селевкии, и под влиянием аристократической партии, в то время, очевидно, благожелательно настроенной к этому кандидату на трон, город добровольно сдался. Таким образом, восстание, которое длилось семь лет, закончилось.
Филострат сообщает, что наместник Сирии отправил послов к Вардану выяснить по поводу двух деревень (расположенных в пределах римской территории, около Зевгмы), которые недавно захватили парфяне. Эти города не представляли никакой важности, и похоже, были возвращены без борьбы. Далее он утверждает, что брат царя Мегабат видел Аполлония в Антиохии.

### События в Армении
Посаженный Римом на армянский престол ибер Митридат, вызвавший неудовольствие своих покровителей, был отозван, заключен в тюрьму и затем изгнан Калигулой. Вскоре после смерти Калигулы в 41 году его преемник Клавдий отправил Митридата на восток, чтобы он вернул себе свой трон, который, очевидно, в течение какого-то времени оставался вакантным, а затем был захвачен парфянами. Поддержанный римскими войсками и иберами, присланными его братом Фарасманом, Митридат с легкостью разбил войска армян во главе с Демонаксом. Некоторое время Малая Армения под началом Котиса продолжала сопротивление, но в конце концов также была подчинена. Новый царь, возможно, потому, что не чувствовал себя в безопасности, очень жестоко управлял страной, что вскоре и послужило причиной обращения её жителей за помощью к Вардану Парфянскому. Тот попытался призвать на помощь армянам одного из своих главных вассалов Изата II Адиабенского, но не смог убедить его в том, что кампания против Митридата имеет большие шансы на успех. Несомненно, на Изата оказал влияние тот факт, что пять его сыновей находились в Риме. Разозлившись из-за отказа Изата, Вардан начал кампанию против своего вассала. Возможно, для того чтобы отвлечь внимание Вардана, Вибий Марс, наместник Сирии с 42 по 45 годы, предпринял ложный манёвр на евфратской границе.

### Успехи на востоке
Вероятно, положение Вардана показалось знати слишком прочным. Во всяком случае, она стала подстрекать Готарза к захвату трона. Около 43 года Готарз собрал армию и двинулся к реке Эринд (вероятно, известной в древности как Харинда) в Гиркании. У переправы через неё произошла ожесточенная битва, и в конце концов Вардан смог помешать своему брату переправиться. За этой победой Вардана последовали и другие успехи, и он стал хозяином всей территории до реки Синд (Инда), которая отделяла дахов от жителей Арии. Там войска отказались двигаться дальше, и на том месте был сооружен победный монумент.

### Убийство Вардана I и оценка его личности
Около конца 45 года между двумя братьями вновь разгорелся конфликт, который длился с 46/47 по 47/48 года и завершился смертью Вардана. Он был убит знатью, вероятно, по наущению Готарза, во время национального парфянского развлечения — охоты.
Тацит так характеризует этого правителя:

«Он был ещё совсем молод, но его чтили бы, как немногих из старых годами царей, если бы он столько же думал о снискании любви своих соотечественников, сколько о внушении страха врагам».
Вардан I упомянут в «Жизни Аполлония Тианского» в качестве благодетеля для Аполлония Тианского. Он снабдил того охранными письмами, гарантирующими безопасный проход до самой Индии:

«И показал им нарочно предназначенное для такого случая послание, заставившее их вновь подивиться человеколюбию и дальновидности Вардана. Послание это было к наместнику прибрежной области Инда: хотя он и не подчинялся Вардану, однако тот напоминал об услугах, ему оказанных, и не требуя за них воздаяния — ибо не в его-де обычае торговаться о благодарности, — писал, что будет весьма признателен, ежели наместник окажет Аполлонию гостеприимство и поможет продолжить путешествие. Кроме того, царь снабдил проводника золотом, дабы передать Аполлонию в случае нужды — да не доведётся тому ожидать благодеяний от кого другого».